# Felice Salimbeni
Felice Salimbeni (Milano, 1712 circa – Nauporto, 16 ottobre 1755) è stato un cantante castrato italiano d'opera.
Nato a Milano, studiò canto con Nicola Porpora e Christoph Schaffrath. Ha cantato a Roma, Vienna, Berlino e Dresda, facendo il ruolo principale nelle opere di Porpora e Antonio Caldara. Morì nel 1755 nella città slovena di Nauporto, allora parte della monarchia asburgica.